# Ligularia atkinsonii
Ligularia atkinsonii là một loài thực vật có hoa trong họ Cúc. Loài này được (C.B.Clarke) S.W.Liu mô tả khoa học đầu tiên.